# Lista de regiões geográficas intermediárias e imediatas do Paraná

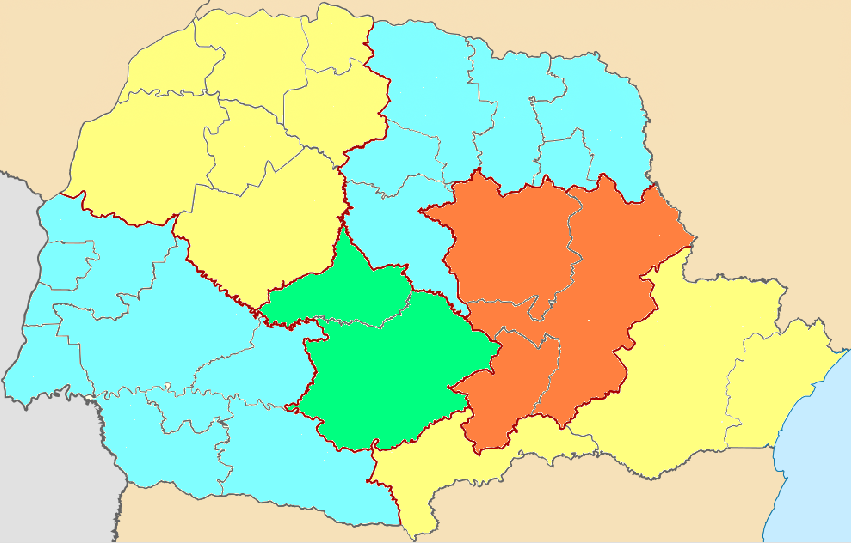
Divisão das regiões intermediárias em vermelho e das imediatas em cinza no Paraná.

Esta é a lista de regiões geográficas intermediárias e imediatas do Paraná, estado brasileiro da Região Sul do país. O Paraná é composto por 399 municípios, que estão distribuídos em 29 regiões geográficas imediatas, que por sua vez estão agrupadas em seis regiões geográficas intermediárias, segundo a divisão do Instituto Brasileiro de Geografia e Estatística (IBGE) vigente desde 2017. A primeira seção aborda as regiões geográficas intermediárias e suas respectivas regiões imediatas integrantes, enquanto que a segunda trata das regiões geográficas imediatas e seus respectivos municípios, divididas por regiões intermediárias e ordenadas pela codificação do IBGE.
As regiões geográficas intermediárias foram apresentadas em 2017, com a atualização da divisão regional do Brasil, e correspondem a uma revisão das antigas mesorregiões, que estavam em vigor desde a divisão de 1989. As regiões geográficas imediatas, por sua vez, substituíram as microrregiões. Na divisão vigente até 2017, os municípios do estado estavam distribuídos em 39 microrregiões e dez mesorregiões, segundo o IBGE.

## Regiões geográficas intermediárias
| Região geográfica intermediária | Código | Número de municípios | Região geográfica imediata          | Código | Número de municípios |
| ------------------------------- | ------ | -------------------- | ----------------------------------- | ------ | -------------------- |
| Curitiba                        | 4101   | 45                   | Curitiba                            | 410001 | 29                   |
| Curitiba                        | 4101   | 45                   | Paranaguá                           | 410002 | 7                    |
| Curitiba                        | 4101   | 45                   | União da Vitória                    | 410003 | 9                    |
| Guarapuava                      | 4102   | 19                   | Guarapuava                          | 410004 | 12                   |
| Guarapuava                      | 4102   | 19                   | Pitanga                             | 410005 | 7                    |
| Cascavel                        | 4103   | 100                  | Cascavel                            | 410006 | 23                   |
| Cascavel                        | 4103   | 100                  | Foz do Iguaçu                       | 410007 | 7                    |
| Cascavel                        | 4103   | 100                  | Toledo                              | 410008 | 14                   |
| Cascavel                        | 4103   | 100                  | Francisco Beltrão                   | 410009 | 21                   |
| Cascavel                        | 4103   | 100                  | Pato Branco                         | 410010 | 15                   |
| Cascavel                        | 4103   | 100                  | Laranjeiras do Sul-Quedas do Iguaçu | 410011 | 8                    |
| Cascavel                        | 4103   | 100                  | Dois Vizinhos                       | 410012 | 6                    |
| Cascavel                        | 4103   | 100                  | Marechal Cândido Rondon             | 410013 | 6                    |
| Maringá                         | 4104   | 115                  | Maringá                             | 410014 | 23                   |
| Maringá                         | 4104   | 115                  | Campo Mourão                        | 410015 | 24                   |
| Maringá                         | 4104   | 115                  | Umuarama                            | 410016 | 22                   |
| Maringá                         | 4104   | 115                  | Paranavaí                           | 410017 | 17                   |
| Maringá                         | 4104   | 115                  | Cianorte                            | 410018 | 11                   |
| Maringá                         | 4104   | 115                  | Paranacity-Colorado                 | 410019 | 11                   |
| Maringá                         | 4104   | 115                  | Loanda                              | 410020 | 7                    |
| Londrina                        | 4105   | 94                   | Londrina                            | 410021 | 23                   |
| Londrina                        | 4105   | 94                   | Santo Antônio da Platina            | 410022 | 19                   |
| Londrina                        | 4105   | 94                   | Apucarana                           | 410023 | 13                   |
| Londrina                        | 4105   | 94                   | Cornélio Procópio-Bandeirantes      | 410024 | 18                   |
| Londrina                        | 4105   | 94                   | Ivaiporã                            | 410025 | 15                   |
| Londrina                        | 4105   | 94                   | Ibaiti                              | 410026 | 6                    |
| Ponta Grossa                    | 4106   | 26                   | Ponta Grossa                        | 410027 | 12                   |
| Ponta Grossa                    | 4106   | 26                   | Telêmaco Borba                      | 410028 | 7                    |
| Ponta Grossa                    | 4106   | 26                   | Irati                               | 410029 | 7                    |

## Regiões geográficas imediatas por regiões intermediárias

### Curitiba
| Região geográfica imediata | Código | Municípios            |
| -------------------------- | ------ | --------------------- |
| Curitiba                   | 410001 | Adrianópolis          |
| Curitiba                   | 410001 | Agudos do Sul         |
| Curitiba                   | 410001 | Almirante Tamandaré   |
| Curitiba                   | 410001 | Araucária             |
| Curitiba                   | 410001 | Balsa Nova            |
| Curitiba                   | 410001 | Bocaiúva do Sul       |
| Curitiba                   | 410001 | Campina Grande do Sul |
| Curitiba                   | 410001 | Campo do Tenente      |
| Curitiba                   | 410001 | Campo Largo           |
| Curitiba                   | 410001 | Campo Magro           |
| Curitiba                   | 410001 | Cerro Azul            |
| Curitiba                   | 410001 | Colombo               |
| Curitiba                   | 410001 | Contenda              |
| Curitiba                   | 410001 | Curitiba              |
| Curitiba                   | 410001 | Doutor Ulysses        |
| Curitiba                   | 410001 | Fazenda Rio Grande    |
| Curitiba                   | 410001 | Itaperuçu             |
| Curitiba                   | 410001 | Lapa                  |
| Curitiba                   | 410001 | Mandirituba           |
| Curitiba                   | 410001 | Piên                  |
| Curitiba                   | 410001 | Pinhais               |
| Curitiba                   | 410001 | Piraquara             |
| Curitiba                   | 410001 | Quatro Barras         |
| Curitiba                   | 410001 | Quitandinha           |
| Curitiba                   | 410001 | Rio Branco do Sul     |
| Curitiba                   | 410001 | Rio Negro             |
| Curitiba                   | 410001 | São José dos Pinhais  |
| Curitiba                   | 410001 | Tijucas do Sul        |
| Curitiba                   | 410001 | Tunas do Paraná       |
| Paranaguá                  | 410002 | Antonina              |
| Paranaguá                  | 410002 | Guaraqueçaba          |
| Paranaguá                  | 410002 | Guaratuba             |
| Paranaguá                  | 410002 | Matinhos              |
| Paranaguá                  | 410002 | Morretes              |
| Paranaguá                  | 410002 | Paranaguá             |
| Paranaguá                  | 410002 | Pontal do Paraná      |
| União da Vitória           | 410003 | Antônio Olinto        |
| União da Vitória           | 410003 | Bituruna              |
| União da Vitória           | 410003 | Cruz Machado          |
| União da Vitória           | 410003 | General Carneiro      |
| União da Vitória           | 410003 | Paula Freitas         |
| União da Vitória           | 410003 | Paulo Frontin         |
| União da Vitória           | 410003 | Porto Vitória         |
| União da Vitória           | 410003 | São Mateus do Sul     |
| União da Vitória           | 410003 | União da Vitória      |

### Guarapuava
| Região geográfica imediata | Código | Municípios               |
| -------------------------- | ------ | ------------------------ |
| Guarapuava                 | 410004 | Campina do Simão         |
| Guarapuava                 | 410004 | Candói                   |
| Guarapuava                 | 410004 | Cantagalo                |
| Guarapuava                 | 410004 | Foz do Jordão            |
| Guarapuava                 | 410004 | Goioxim                  |
| Guarapuava                 | 410004 | Guamiranga               |
| Guarapuava                 | 410004 | Guarapuava               |
| Guarapuava                 | 410004 | Inácio Martins           |
| Guarapuava                 | 410004 | Pinhão                   |
| Guarapuava                 | 410004 | Prudentópolis            |
| Guarapuava                 | 410004 | Reserva do Iguaçu        |
| Guarapuava                 | 410004 | Turvo                    |
| Pitanga                    | 410005 | Boa Ventura de São Roque |
| Pitanga                    | 410005 | Laranjal                 |
| Pitanga                    | 410005 | Mato Rico                |
| Pitanga                    | 410005 | Nova Tebas               |
| Pitanga                    | 410005 | Palmital                 |
| Pitanga                    | 410005 | Pitanga                  |
| Pitanga                    | 410005 | Santa Maria do Oeste     |

### Cascavel
| Região geográfica imediata           | Código | Municípios                 |
| ------------------------------------ | ------ | -------------------------- |
| Cascavel                             | 410006 | Anahy                      |
| Cascavel                             | 410006 | Boa Vista da Aparecida     |
| Cascavel                             | 410006 | Braganey                   |
| Cascavel                             | 410006 | Cafelândia                 |
| Cascavel                             | 410006 | Campo Bonito               |
| Cascavel                             | 410006 | Capitão Leônidas Marques   |
| Cascavel                             | 410006 | Cascavel                   |
| Cascavel                             | 410006 | Catanduvas                 |
| Cascavel                             | 410006 | Céu Azul                   |
| Cascavel                             | 410006 | Corbélia                   |
| Cascavel                             | 410006 | Diamante do Sul            |
| Cascavel                             | 410006 | Diamante d'Oeste           |
| Cascavel                             | 410006 | Guaraniaçu                 |
| Cascavel                             | 410006 | Ibema                      |
| Cascavel                             | 410006 | Iguatu                     |
| Cascavel                             | 410006 | Lindoeste                  |
| Cascavel                             | 410006 | Matelândia                 |
| Cascavel                             | 410006 | Nova Aurora                |
| Cascavel                             | 410006 | Ramilândia                 |
| Cascavel                             | 410006 | Santa Lúcia                |
| Cascavel                             | 410006 | Santa Tereza do Oeste      |
| Cascavel                             | 410006 | Três Barras do Paraná      |
| Cascavel                             | 410006 | Vera Cruz do Oeste         |
| Foz do Iguaçu                        | 410007 | Foz do Iguaçu              |
| Foz do Iguaçu                        | 410007 | Itaipulândia               |
| Foz do Iguaçu                        | 410007 | Medianeira                 |
| Foz do Iguaçu                        | 410007 | Missal                     |
| Foz do Iguaçu                        | 410007 | Santa Terezinha de Itaipu  |
| Foz do Iguaçu                        | 410007 | São Miguel do Iguaçu       |
| Foz do Iguaçu                        | 410007 | Serranópolis do Iguaçu     |
| Toledo                               | 410008 | Assis Chateaubriand        |
| Toledo                               | 410008 | Formosa do Oeste           |
| Toledo                               | 410008 | Guaíra                     |
| Toledo                               | 410008 | Iracema do Oeste           |
| Toledo                               | 410008 | Jesuítas                   |
| Toledo                               | 410008 | Maripá                     |
| Toledo                               | 410008 | Ouro Verde do Oeste        |
| Toledo                               | 410008 | Palotina                   |
| Toledo                               | 410008 | Santa Helena               |
| Toledo                               | 410008 | São José das Palmeiras     |
| Toledo                               | 410008 | São Pedro do Iguaçu        |
| Toledo                               | 410008 | Terra Roxa                 |
| Toledo                               | 410008 | Toledo                     |
| Toledo                               | 410008 | Tupãssi                    |
| Francisco Beltrão                    | 410009 | Ampére                     |
| Francisco Beltrão                    | 410009 | Barracão                   |
| Francisco Beltrão                    | 410009 | Bela Vista da Caroba       |
| Francisco Beltrão                    | 410009 | Bom Jesus do Sul           |
| Francisco Beltrão                    | 410009 | Capanema                   |
| Francisco Beltrão                    | 410009 | Enéas Marques              |
| Francisco Beltrão                    | 410009 | Flor da Serra do Sul       |
| Francisco Beltrão                    | 410009 | Francisco Beltrão          |
| Francisco Beltrão                    | 410009 | Manfrinópolis              |
| Francisco Beltrão                    | 410009 | Marmeleiro                 |
| Francisco Beltrão                    | 410009 | Nova Esperança do Sudoeste |
| Francisco Beltrão                    | 410009 | Pérola d'Oeste             |
| Francisco Beltrão                    | 410009 | Pinhal de São Bento        |
| Francisco Beltrão                    | 410009 | Planalto                   |
| Francisco Beltrão                    | 410009 | Pranchita                  |
| Francisco Beltrão                    | 410009 | Realeza                    |
| Francisco Beltrão                    | 410009 | Renascença                 |
| Francisco Beltrão                    | 410009 | Salgado Filho              |
| Francisco Beltrão                    | 410009 | Santa Izabel do Oeste      |
| Francisco Beltrão                    | 410009 | Santo Antônio do Sudoeste  |
| Francisco Beltrão                    | 410009 | Verê                       |
| Pato Branco                          | 410010 | Bom Sucesso do Sul         |
| Pato Branco                          | 410010 | Chopinzinho                |
| Pato Branco                          | 410010 | Clevelândia                |
| Pato Branco                          | 410010 | Coronel Domingos Soares    |
| Pato Branco                          | 410010 | Coronel Vivida             |
| Pato Branco                          | 410010 | Honório Serpa              |
| Pato Branco                          | 410010 | Itapejara d'Oeste          |
| Pato Branco                          | 410010 | Mangueirinha               |
| Pato Branco                          | 410010 | Mariópolis                 |
| Pato Branco                          | 410010 | Palmas                     |
| Pato Branco                          | 410010 | Pato Branco                |
| Pato Branco                          | 410010 | São João                   |
| Pato Branco                          | 410010 | Saudade do Iguaçu          |
| Pato Branco                          | 410010 | Sulina                     |
| Pato Branco                          | 410010 | Vitorino                   |
| Laranjeiras do Sul- Quedas do Iguaçu | 410011 | Espigão Alto do Iguaçu     |
| Laranjeiras do Sul- Quedas do Iguaçu | 410011 | Laranjeiras do Sul         |
| Laranjeiras do Sul- Quedas do Iguaçu | 410011 | Marquinho                  |
| Laranjeiras do Sul- Quedas do Iguaçu | 410011 | Nova Laranjeiras           |
| Laranjeiras do Sul- Quedas do Iguaçu | 410011 | Porto Barreiro             |
| Laranjeiras do Sul- Quedas do Iguaçu | 410011 | Quedas do Iguaçu           |
| Laranjeiras do Sul- Quedas do Iguaçu | 410011 | Rio Bonito do Iguaçu       |
| Laranjeiras do Sul- Quedas do Iguaçu | 410011 | Virmond                    |
| Dois Vizinhos                        | 410012 | Boa Esperança do Iguaçu    |
| Dois Vizinhos                        | 410012 | Cruzeiro do Iguaçu         |
| Dois Vizinhos                        | 410012 | Dois Vizinhos              |
| Dois Vizinhos                        | 410012 | Nova Prata do Iguaçu       |
| Dois Vizinhos                        | 410012 | Salto do Lontra            |
| Dois Vizinhos                        | 410012 | São Jorge d'Oeste          |
| Marechal Cândido Rondon              | 410013 | Entre Rios do Oeste        |
| Marechal Cândido Rondon              | 410013 | Marechal Cândido Rondon    |
| Marechal Cândido Rondon              | 410013 | Mercedes                   |
| Marechal Cândido Rondon              | 410013 | Nova Santa Rosa            |
| Marechal Cândido Rondon              | 410013 | Pato Bragado               |
| Marechal Cândido Rondon              | 410013 | Quatro Pontes              |

### Maringá
| Região geográfica imediata | Código | Municípios                  |
| -------------------------- | ------ | --------------------------- |
| Maringá                    | 410014 | Ângulo                      |
| Maringá                    | 410014 | Astorga                     |
| Maringá                    | 410014 | Atalaia                     |
| Maringá                    | 410014 | Doutor Camargo              |
| Maringá                    | 410014 | Floraí                      |
| Maringá                    | 410014 | Floresta                    |
| Maringá                    | 410014 | Flórida                     |
| Maringá                    | 410014 | Iguaraçu                    |
| Maringá                    | 410014 | Itambé                      |
| Maringá                    | 410014 | Ivatuba                     |
| Maringá                    | 410014 | Mandaguaçu                  |
| Maringá                    | 410014 | Mandaguari                  |
| Maringá                    | 410014 | Marialva                    |
| Maringá                    | 410014 | Maringá                     |
| Maringá                    | 410014 | Munhoz de Mello             |
| Maringá                    | 410014 | Nova Esperança              |
| Maringá                    | 410014 | Ourizona                    |
| Maringá                    | 410014 | Paiçandu                    |
| Maringá                    | 410014 | Presidente Castelo Branco   |
| Maringá                    | 410014 | Santa Fé                    |
| Maringá                    | 410014 | São Jorge do Ivaí           |
| Maringá                    | 410014 | Sarandi                     |
| Maringá                    | 410014 | Uniflor                     |
| Campo Mourão               | 410015 | Altamira do Paraná          |
| Campo Mourão               | 410015 | Araruna                     |
| Campo Mourão               | 410015 | Barbosa Ferraz              |
| Campo Mourão               | 410015 | Boa Esperança               |
| Campo Mourão               | 410015 | Campina da Lagoa            |
| Campo Mourão               | 410015 | Campo Mourão                |
| Campo Mourão               | 410015 | Corumbataí do Sul           |
| Campo Mourão               | 410015 | Engenheiro Beltrão          |
| Campo Mourão               | 410015 | Farol                       |
| Campo Mourão               | 410015 | Fênix                       |
| Campo Mourão               | 410015 | Goioerê                     |
| Campo Mourão               | 410015 | Iretama                     |
| Campo Mourão               | 410015 | Janiópolis                  |
| Campo Mourão               | 410015 | Juranda                     |
| Campo Mourão               | 410015 | Luiziana                    |
| Campo Mourão               | 410015 | Mamborê                     |
| Campo Mourão               | 410015 | Moreira Sales               |
| Campo Mourão               | 410015 | Nova Cantu                  |
| Campo Mourão               | 410015 | Peabiru                     |
| Campo Mourão               | 410015 | Quarto Centenário           |
| Campo Mourão               | 410015 | Quinta do Sol               |
| Campo Mourão               | 410015 | Rancho Alegre d'Oeste       |
| Campo Mourão               | 410015 | Roncador                    |
| Campo Mourão               | 410015 | Ubiratã                     |
| Umuarama                   | 410016 | Alto Paraíso                |
| Umuarama                   | 410016 | Alto Piquiri                |
| Umuarama                   | 410016 | Altônia                     |
| Umuarama                   | 410016 | Brasilândia do Sul          |
| Umuarama                   | 410016 | Cafezal do Sul              |
| Umuarama                   | 410016 | Cidade Gaúcha               |
| Umuarama                   | 410016 | Cruzeiro do Oeste           |
| Umuarama                   | 410016 | Douradina                   |
| Umuarama                   | 410016 | Esperança Nova              |
| Umuarama                   | 410016 | Francisco Alves             |
| Umuarama                   | 410016 | Icaraíma                    |
| Umuarama                   | 410016 | Iporã                       |
| Umuarama                   | 410016 | Ivaté                       |
| Umuarama                   | 410016 | Maria Helena                |
| Umuarama                   | 410016 | Mariluz                     |
| Umuarama                   | 410016 | Nova Olímpia                |
| Umuarama                   | 410016 | Perobal                     |
| Umuarama                   | 410016 | Pérola                      |
| Umuarama                   | 410016 | São Jorge do Patrocínio     |
| Umuarama                   | 410016 | Tapira                      |
| Umuarama                   | 410016 | Umuarama                    |
| Umuarama                   | 410016 | Xambrê                      |
| Paranavaí                  | 410017 | Alto Paraná                 |
| Paranavaí                  | 410017 | Amaporã                     |
| Paranavaí                  | 410017 | Diamante do Norte           |
| Paranavaí                  | 410017 | Guairaçá                    |
| Paranavaí                  | 410017 | Itaúna do Sul               |
| Paranavaí                  | 410017 | Marilena                    |
| Paranavaí                  | 410017 | Mirador                     |
| Paranavaí                  | 410017 | Nova Aliança do Ivaí        |
| Paranavaí                  | 410017 | Nova Londrina               |
| Paranavaí                  | 410017 | Paraíso do Norte            |
| Paranavaí                  | 410017 | Paranavaí                   |
| Paranavaí                  | 410017 | Planaltina do Paraná        |
| Paranavaí                  | 410017 | Santo Antônio do Caiuá      |
| Paranavaí                  | 410017 | São Carlos do Ivaí          |
| Paranavaí                  | 410017 | São João do Caiuá           |
| Paranavaí                  | 410017 | Tamboara                    |
| Paranavaí                  | 410017 | Terra Rica                  |
| Cianorte                   | 410018 | Cianorte                    |
| Cianorte                   | 410018 | Guaporema                   |
| Cianorte                   | 410018 | Indianópolis                |
| Cianorte                   | 410018 | Japurá                      |
| Cianorte                   | 410018 | Jussara                     |
| Cianorte                   | 410018 | Rondon                      |
| Cianorte                   | 410018 | São Manoel do Paraná        |
| Cianorte                   | 410018 | São Tomé                    |
| Cianorte                   | 410018 | Tapejara                    |
| Cianorte                   | 410018 | Terra Boa                   |
| Cianorte                   | 410018 | Tuneiras do Oeste           |
| Paranacity-Colorado        | 410019 | Colorado                    |
| Paranacity-Colorado        | 410019 | Cruzeiro do Sul             |
| Paranacity-Colorado        | 410019 | Inajá                       |
| Paranacity-Colorado        | 410019 | Itaguajé                    |
| Paranacity-Colorado        | 410019 | Jardim Olinda               |
| Paranacity-Colorado        | 410019 | Lobato                      |
| Paranacity-Colorado        | 410019 | Nossa Senhora das Graças    |
| Paranacity-Colorado        | 410019 | Paranacity                  |
| Paranacity-Colorado        | 410019 | Paranapoema                 |
| Paranacity-Colorado        | 410019 | Santa Inês                  |
| Paranacity-Colorado        | 410019 | Santo Inácio                |
| Loanda                     | 410020 | Loanda                      |
| Loanda                     | 410020 | Porto Rico                  |
| Loanda                     | 410020 | Querência do Norte          |
| Loanda                     | 410020 | Santa Cruz de Monte Castelo |
| Loanda                     | 410020 | Santa Isabel do Ivaí        |
| Loanda                     | 410020 | Santa Mônica                |
| Loanda                     | 410020 | São Pedro do Paraná         |

### Londrina
| Região geográfica imediata     | Código | Municípios                |
| ------------------------------ | ------ | ------------------------- |
| Londrina                       | 410021 | Alvorada do Sul           |
| Londrina                       | 410021 | Arapongas                 |
| Londrina                       | 410021 | Assaí                     |
| Londrina                       | 410021 | Bela Vista do Paraíso     |
| Londrina                       | 410021 | Cafeara                   |
| Londrina                       | 410021 | Cambé                     |
| Londrina                       | 410021 | Centenário do Sul         |
| Londrina                       | 410021 | Florestópolis             |
| Londrina                       | 410021 | Guaraci                   |
| Londrina                       | 410021 | Ibiporã                   |
| Londrina                       | 410021 | Jaguapitã                 |
| Londrina                       | 410021 | Jataizinho                |
| Londrina                       | 410021 | Londrina                  |
| Londrina                       | 410021 | Lupionópolis              |
| Londrina                       | 410021 | Miraselva                 |
| Londrina                       | 410021 | Pitangueiras              |
| Londrina                       | 410021 | Porecatu                  |
| Londrina                       | 410021 | Prado Ferreira            |
| Londrina                       | 410021 | Primeiro de Maio          |
| Londrina                       | 410021 | Rolândia                  |
| Londrina                       | 410021 | Sabáudia                  |
| Londrina                       | 410021 | Sertanópolis              |
| Londrina                       | 410021 | Tamarana                  |
| Santo Antônio da Platina       | 410022 | Abatiá                    |
| Santo Antônio da Platina       | 410022 | Andirá                    |
| Santo Antônio da Platina       | 410022 | Barra do Jacaré           |
| Santo Antônio da Platina       | 410022 | Cambará                   |
| Santo Antônio da Platina       | 410022 | Carlópolis                |
| Santo Antônio da Platina       | 410022 | Guapirama                 |
| Santo Antônio da Platina       | 410022 | Jacarezinho               |
| Santo Antônio da Platina       | 410022 | Joaquim Távora            |
| Santo Antônio da Platina       | 410022 | Jundiaí do Sul            |
| Santo Antônio da Platina       | 410022 | Quatiguá                  |
| Santo Antônio da Platina       | 410022 | Ribeirão Claro            |
| Santo Antônio da Platina       | 410022 | Ribeirão do Pinhal        |
| Santo Antônio da Platina       | 410022 | Salto do Itararé          |
| Santo Antônio da Platina       | 410022 | Santana do Itararé        |
| Santo Antônio da Platina       | 410022 | Santo Antônio da Platina  |
| Santo Antônio da Platina       | 410022 | São José da Boa Vista     |
| Santo Antônio da Platina       | 410022 | Siqueira Campos           |
| Santo Antônio da Platina       | 410022 | Tomazina                  |
| Santo Antônio da Platina       | 410022 | Wenceslau Braz            |
| Apucarana                      | 410023 | Apucarana                 |
| Apucarana                      | 410023 | Bom Sucesso               |
| Apucarana                      | 410023 | Borrazópolis              |
| Apucarana                      | 410023 | Califórnia                |
| Apucarana                      | 410023 | Cambira                   |
| Apucarana                      | 410023 | Jandaia do Sul            |
| Apucarana                      | 410023 | Kaloré                    |
| Apucarana                      | 410023 | Marilândia do Sul         |
| Apucarana                      | 410023 | Marumbi                   |
| Apucarana                      | 410023 | Mauá da Serra             |
| Apucarana                      | 410023 | Novo Itacolomi            |
| Apucarana                      | 410023 | Rio Bom                   |
| Apucarana                      | 410023 | São Pedro do Ivaí         |
| Cornélio Procópio-Bandeirantes | 410024 | Bandeirantes              |
| Cornélio Procópio-Bandeirantes | 410024 | Congonhinhas              |
| Cornélio Procópio-Bandeirantes | 410024 | Cornélio Procópio         |
| Cornélio Procópio-Bandeirantes | 410024 | Itambaracá                |
| Cornélio Procópio-Bandeirantes | 410024 | Leópolis                  |
| Cornélio Procópio-Bandeirantes | 410024 | Nova América da Colina    |
| Cornélio Procópio-Bandeirantes | 410024 | Nova Fátima               |
| Cornélio Procópio-Bandeirantes | 410024 | Nova Santa Bárbara        |
| Cornélio Procópio-Bandeirantes | 410024 | Rancho Alegre             |
| Cornélio Procópio-Bandeirantes | 410024 | Santa Amélia              |
| Cornélio Procópio-Bandeirantes | 410024 | Santa Cecília do Pavão    |
| Cornélio Procópio-Bandeirantes | 410024 | Santa Mariana             |
| Cornélio Procópio-Bandeirantes | 410024 | Santo Antônio do Paraíso  |
| Cornélio Procópio-Bandeirantes | 410024 | São Jerônimo da Serra     |
| Cornélio Procópio-Bandeirantes | 410024 | São Sebastião da Amoreira |
| Cornélio Procópio-Bandeirantes | 410024 | Sapopema                  |
| Cornélio Procópio-Bandeirantes | 410024 | Sertaneja                 |
| Cornélio Procópio-Bandeirantes | 410024 | Uraí                      |
| Ivaiporã                       | 410025 | Arapuã                    |
| Ivaiporã                       | 410025 | Ariranha do Ivaí          |
| Ivaiporã                       | 410025 | Cândido de Abreu          |
| Ivaiporã                       | 410025 | Cruzmaltina               |
| Ivaiporã                       | 410025 | Faxinal                   |
| Ivaiporã                       | 410025 | Godoy Moreira             |
| Ivaiporã                       | 410025 | Grandes Rios              |
| Ivaiporã                       | 410025 | Ivaiporã                  |
| Ivaiporã                       | 410025 | Jardim Alegre             |
| Ivaiporã                       | 410025 | Lidianópolis              |
| Ivaiporã                       | 410025 | Lunardelli                |
| Ivaiporã                       | 410025 | Manoel Ribas              |
| Ivaiporã                       | 410025 | Rio Branco do Ivaí        |
| Ivaiporã                       | 410025 | Rosário do Ivaí           |
| Ivaiporã                       | 410025 | São João do Ivaí          |
| Ibaiti                         | 410026 | Conselheiro Mairinck      |
| Ibaiti                         | 410026 | Figueira                  |
| Ibaiti                         | 410026 | Ibaiti                    |
| Ibaiti                         | 410026 | Jaboti                    |
| Ibaiti                         | 410026 | Japira                    |
| Ibaiti                         | 410026 | Pinhalão                  |

### Ponta Grossa
| Região geográfica imediata | Código | Municípios          |
| -------------------------- | ------ | ------------------- |
| Ponta Grossa               | 410027 | Arapoti             |
| Ponta Grossa               | 410027 | Carambeí            |
| Ponta Grossa               | 410027 | Castro              |
| Ponta Grossa               | 410027 | Ipiranga            |
| Ponta Grossa               | 410027 | Ivaí                |
| Ponta Grossa               | 410027 | Jaguariaíva         |
| Ponta Grossa               | 410027 | Palmeira            |
| Ponta Grossa               | 410027 | Piraí do Sul        |
| Ponta Grossa               | 410027 | Ponta Grossa        |
| Ponta Grossa               | 410027 | Porto Amazonas      |
| Ponta Grossa               | 410027 | São João do Triunfo |
| Ponta Grossa               | 410027 | Sengés              |
| Telêmaco Borba             | 410028 | Curiúva             |
| Telêmaco Borba             | 410028 | Imbaú               |
| Telêmaco Borba             | 410028 | Ortigueira          |
| Telêmaco Borba             | 410028 | Reserva             |
| Telêmaco Borba             | 410028 | Telêmaco Borba      |
| Telêmaco Borba             | 410028 | Tibagi              |
| Telêmaco Borba             | 410028 | Ventania            |
| Irati                      | 410029 | Fernandes Pinheiro  |
| Irati                      | 410029 | Imbituva            |
| Irati                      | 410029 | Irati               |
| Irati                      | 410029 | Mallet              |
| Irati                      | 410029 | Rebouças            |
| Irati                      | 410029 | Rio Azul            |
| Irati                      | 410029 | Teixeira Soares     |